# Frank Black
Frank Black (Charles Michael Kittridge Thompson IV, ur. 6 kwietnia 1965 r. w Bostonie) – muzyk amerykański, lider alternatywnego zespołu rockowego Pixies.

## Dyskografia
- Frank Black (1993)
- Teenager of the Year (1994)
- The Cult of Ray (1996)
- The Black Sessions: Live in Paris Plus th Kitchen Tapes (1996)
- Frank Black and the Catholics (1998)
- Don’t Get Me Wrong (1998)
- Pistolero (1999)
- Session: Live in Paris (2000)
- Dog in the Sand (2001)
- Black Letter Days (2002)
- Devil’s Workshop (2002)
- Show Me Your Tears (2003)
- Honeycomb (2005)
- Fast Man Raider Man (2006)
- Bluefinger (2007) (sygnowana: Black Francis)
- Svn Fngrs (2008) (sygnowana: Black Francis)
- The Golem (2010)
- Non Stop Erotic (2010)

## Filmografia
- Sound City (jako on sam, 2013, film dokumentalny, reżyseria: Dave Grohl)[2]